# Detlev Meyer
Detlev Meyer (Berlín, 12 de febrero de 1948 - ídem, 30 de octubre de 1999) fue un poeta y autor alemán.
Meyes estudió Biblioteconomía y Ciencias de la Información en Berlín y Cleveland (Ohio), fue bibliotecario en Toronto y cooperante en Jamaica. Fue miembro del PEN Club y consiguió innumerables becas literarias.
Detlev Meyer fue uno de los pocos autores abiertamente gays de Alemania. Sus temas principales eran la vida en y con el ambiente gay, así como la amenaza del sida, la enfermedad de cuyas consecuencias murió finalmente. Sin embargo no se quedó en un autor «del ambiente», sino que encontró un público más allá y fue discutido en los suplementos literarios del Frankfurter Allgemeine Zeitung y Die Zeit, y se consideraba «el único dandy de la literatura contemporánea» (Die Zeit).
Fue conocido principalmente por su Biographie der Bestürzung («Biografía de la consternación»), con sus tres partes «Im Dampfbad greift nach mir ein Engel» («En la sauna un ángel me alcanza con su mano»), «David steigt aufs Riesenrad» («Daniel se sube a la noria») y «Ein letzter Dank den Leichtathleten» («Un último gracias a los atletas») (1985 a 1989). Su última obra, Das Sonnenkind («El hijo del Sol»), una novela autobiográfica sobre su infancia en Berlín de la década de 1950 y 60, apareció póstumamente en 2001.

## Obra

### Novela
- Biographie der Bestürzung (trilogía, 1985-1989)
- In meiner Seele ist schon Herbst (1995)
- Das Sonnenkind (2001)

### Poesía
- Heute Nacht im Dschungel (1981)
- Stehen Männer an den Grachten (1990)
- Versprechen eines Wundertäters (1993)
- Stern in Sicht (1998)

### Folletín y novela corta
- Teure Freunde (1993)
- Die PC-Hure und der Sultan (1996)
- Sind Sie das Fräulein Riefenstahl? (1997)